# Янко Драшкович
Граф Я́нко Дра́шкович (хорв. Janko Drašković; 20 жовтня 1770, Загреб, тепер Хорватія — 14 січня 1856, Бад-Радкерсбург, Австрія) — хорватський політик і поет, діяч Хорватського національного відродження.

## Життєпис
Янко Драшкович народився в 1770 році в Загребі. Він є представником одного з найшляхетніших хорватських сімейств — Драшковичів. Майже все своє життя прожив у родовому замку графів Драшковичів — Тракошчані. Дістав блискучу за тогочасними мірками освіту, замолоду намагався зробити військову кар'єру, проте змушений був піти у відставку через проблеми зі здоров'ям. Захоплювався поезією, видав декілька віршованих збірок.
У 20—30-х роках XIX століття в Хорватії посилилася тенденція до мадяризації. Країна, будучи частиною Австрійської імперії, фактично ввійшла до складу Угорщини, яка всіляко робила спроби максимально мадяризувати підлеглі їй народи, в першу чергу хорватів та словаків. Як реакція на ці дії влади на хорватських землях виник широкий політичний і культурний рух, що дістав назву ілліризм, який проголошував необхідність об'єднання південно-слов'янських народів і вихід Хорватії з підпорядкування угорцям.
Янко Драшкович, попри те, що йому на початку 1830-х років було вже за 60, з ентузіазмом сприйняв ідеї ілліризму. В 1832 році він випустив «Дисертацію» — працю, в якій викладав політичну, культурну, економічну і суспільну програму ілліризма. Ця так звана «Дисертація» була написана у формі заклику до хорватських депутатів, що засідали в спільному угорсько-хорватському парламенті. Зокрема, Драшкович передрікає створення «Великої Іллірії», яка включатиме всі південно-слов'янські провінції Габсбурзької імперії, тобто Хорватію, Славонію, Далмацію, Боснію, Рієку та Військову границю. «Іллірія», на думку Драшковича, повинна бути повністю незалежною від Угорщини і управлятися баном, який буде безпосередньо підпорядкований імператору. Якщо ж Габсбурги відкинуть цей план хорватської автономії, Янко Драшкович вважав, що об'єднані хорватські землі мають боротися за повне відокремлення від Австрійської імперії.
«Дисертація» була написана штокавським діалектом хорватської мови, хоча для Драшковича рідним був кайкавський. Адже іллірісти вважали «штокавицю» основою для майбутньої літературної норми хорватської мови. Ця ідея була з успіхом реалізована на практиці за активної участі Людевита Гая, що власне стало одним з головних досягнень ілліризму.

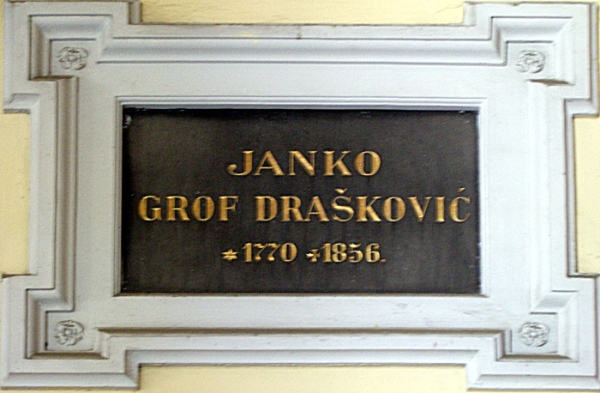
Могила графа Драшковича на Мірогої

В 1838 році саме Янко Драшкович заснував у Загребі Народну читальню, що стала своєрідною штаб-квартирою діячів ілліризму. В 1842 році Драшкович запропонував створити при Народній читальні культурно-видавниче товариство з метою видання та розповсюдження літератури хорватською мовою. Товариство дістало назву «Матица іллірійська» (Matica ilirska), а Драшкович став його першим головою. Пізніше це товариство було перейменоване в «Матицю хорватську» (Matica hrvatska), й стало найбільшим хорватським літературно-науковим товариством, що чимало зробило для розвитку хорватської мови і літератури, популяризації науки і поширення освіти.
Янко Драшкович помер у 1856 році в Бад-Радкерсбурзі (Австрія). 1893 року його рештки були перепоховані на загребському цвинтарі Мірогой.